# Christiane Martel
Christiane Martel (nacida como Christiane Magnani; Nancy, 18 de enero de 1935) es una actriz y reina de belleza francomexicana. En 1953, se convirtió en la segunda Miss Universo en la historia del certamen.

## Biografía y carrera

### 1935-1952: primeros años
Christiane Magnani nació el 18 de enero de 1935 en Nancy, Francia, siendo hija del italiano George Magnani y de la francesa la señora Magnani, y hermana menor de Georgette Magnani. Durante la Segunda Guerra Mundial, emigró junto a su familia al oeste de Francia.

### 1952-1954: concursos de belleza yMiss Universo

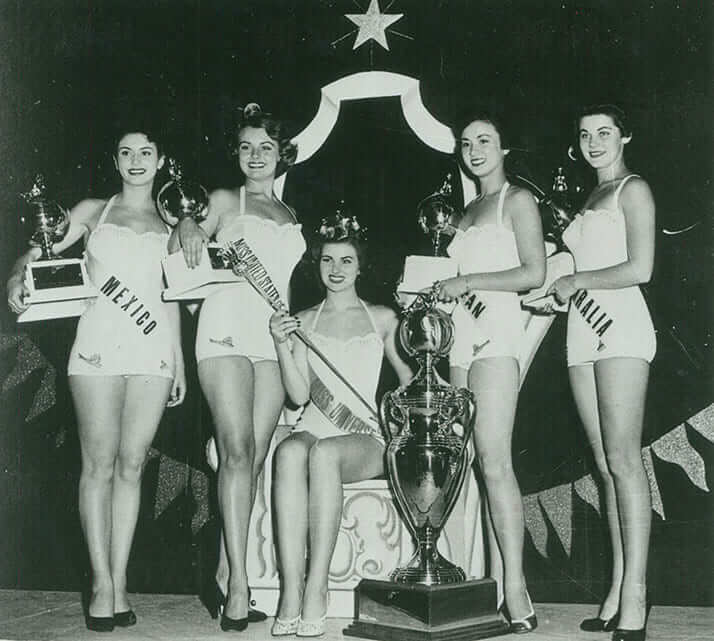
Martel junto a su corte de coronación de Miss Universo 1953, (de izquierda a derecha) Ana Bertha Lepe, Myrna Hansen, Kinuko Ito, y Maxine Morgan.

Su carrera en concursos de belleza inició en 1952, año en que su tío le ayudó a inscribirse a su primer concurso, Miss Châtellerault, el cual logró ganar. Durante esa época, su padre, que se desempeñaba como proyeccionista en cines de París, le ayudó a quitarse el apellido «Magnani» para cambiárselo por el de «Martel», con la finalidad de que siguiera concursando presentándose como modelo francesa, ya que su apellido familiar era de origen italiano. En 1953, la revista Cinémonde, encargada de seleccionar a la representante francesa para el segundo concurso de Miss Universo de ese año, la eligió a ella como reemplazó de Sylviane Carpentier, quien rechazó concursar en el evento. Contendiendo como Christiane Martel, logró ser una de las cinco finalistas, y finalmente, fue coronada como ganadora del título Miss Universo 1953. Su victoria la convirtió en la primera francesa en ganar el concurso Miss Universo, y adicionalmente, su triunfo le concedió un contrato cinematográfico con la productora y distribuidora de cine estadounidense Universal International Pictures. De esta manera, en 1954 debutó como actriz durante la era dorada de Hollywood, interviniendo con papeles secundarios en las películas Yankee Pasha, Rails Into Laramie y So This Is Paris. El mismo año, contrajo matrimonio con el estadounidense Ronnie Marengo, de quien se divorció en 1955.

### 1954-1962: asentamiento en México y trayectoria actoral
Luego de finalizar su contrato con Universal en octubre de 1954, se trasladó a México para filmar Abajo el telón, una cinta de comedia estrenada en 1955. A su llegada, México se encontraba gozando de la Época de Oro del cine mexicano, donde fue mejor recibida a diferencia de su breve etapa en la era dorada del cine estadounidense, ya que en dicho cine solo se le habían dado papeles secundarios, mientras que en México se le trato como una actriz de importancia, por lo que decidió establecerse en el antedicho país para continuar con su carrera, y de esta forma, los filmes que realizó durante la época dorada del cine mexicano, fueron; Corazón salvaje (1956), en la que su voz fue doblada por una actriz desconocida, Bataclán mexicano, Una lección de amor, y Adán y Eva (1955).
Concluido el cine de oro mexicano en 1956, su carrera como actriz duró cuatro años más alternando en proyectos filmográficos mexicanos, estadounidenses e italianos, destacando por  películas como ¡Viva el amor!. Señoritas, The Little Savage, Yo pecador, Tipi da spiaggia, Infierno de almas, Poker de reinas, Juana Gallo, Rosa blanca, y Tharus figlio di Attila. Esta última fue estrenada en 1962, y se convirtió en su trabajo final como actriz.

### 1962-2004: incursión política
La razón de su retiro de la actuación se debió a su matrimonio con el empresario y político mexicano Miguel Alemán Velasco en 1961, quien era hijo de Miguel Alemán Valdés, presidente de México de 1946 a 1952, y de Beatriz Velasco, que se desempeñó como primera dama de México durante el sexenio de Valdés, su esposo. De su unión procrearon cuatro hijos; Carla, Claudia, Mónica, y el empresario Miguel Alemán Magnani. Gracias a su casamiento con Miguel Alemán, adquirió la nacionalidad mexicana, y esta le permitió desempeñarse de 1998 a 2004, como primera dama del estado de Veracruz, después de que su esposo ganara la gubernatura de ese estado. Durante su incursión política, realizó varios proyectos para mejorar la calidad de vida de los habitantes de la sierra de Otontepec, y aprendió a hablar un poco de náhuatl para poder comunicarse con algunos de los pobladores de los municipios del lugar.

### 2017-2022: breve regreso y retiro
En 2017, apareció como invitada en el programa de televisión Sale el sol, y un año después, fue homenajeada con un premio Diosa de Plata Especial de PECIME por trayectoria artística durante la entrega número 47 de las Diosas de Plata, celebrada el 25 de abril de 2018.
Posteriormente, entre 2021 y 2022, se alejó de la vida pública de forma definitiva, luego de dos controversias que afectaron su imagen y la de su familia; la primera se debió a un ilícito de evasión fiscal cometido por su hijo Miguel Alemán Magnani, quien hizo caso omiso al requerimiento de pago de impuestos de su desaparecida aerolínea de bajo costo, Interjet, lo que lo llevó a ser buscado por la interpol con fichaje rojo acusado del delito de defraudación fiscal, y la otra fueron las declaraciones de César Augusto Infante, un hombre que aseguro ser nieto del fallecido actor y cantante Pedro Infante, y que afirmó, sin mencionarla explícitamente, que una mujer francesa que había sido Miss Universo, tuvo una aventura amorosa con Pedro que resultó en su supuesta muerte falsa y cautiverio hasta 1983, cuando fue liberado y reapareció como Antonio Pedro. Lo anterior le valió a Martel el ser fuertemente criticada e insultada en redes sociales, ya que tanto el público en general como los medios de comunicación, tomaron como verídico todo lo dicho por César Augusto, aún cuando no presentó pruebas para verificar la autenticidad de lo que dijo.

## Filmografía

### Cine
| Año  | Título                    | Papel                 | Notas                                |
| ---- | ------------------------- | --------------------- | ------------------------------------ |
| 1954 | Yankee Pasha              | Harem Girl            | Acreditada como Miss Universe France |
| 1954 | Rails Into Laramie        | B Girl                | No acreditada                        |
| 1954 | So This Is Paris          | Christiane            |                                      |
| 1955 | Abajo el telón            | Lulú Duval            |                                      |
| 1956 | Corazón salvaje           | Aimée de Molnar       |                                      |
| 1956 | Bataclán mexicano         | Christiane            |                                      |
| 1956 | Una lección de amor       | Personaje desconocido | Acreditada como Christiane Martell   |
| 1956 | Adán y Eva                | Eva                   |                                      |
| 1957 | Cien muchachas            | Personaje desconocido | Acreditada como Cristian Martell     |
| 1958 | ¡Viva el amor!            | Patricia Morlaine     | Acreditada como Christian Martel     |
| 1959 | Señoritas                 | Leti Williams         |                                      |
| 1959 | The Little Savage         | Nanoa Ribaud          |                                      |
| 1959 | La estampida              | María Santos          |                                      |
| 1959 | Tipi da spiaggia          | Barbara Patton        |                                      |
| 1959 | Yo pecador                | Hazel Parker          |                                      |
| 1960 | Impaciencia del corazón   | Annette               | Acreditada como Christiane Martell   |
| 1960 | Infierno de almas         | Yvonne                |                                      |
| 1960 | Urlatori alla sbarra      | Personaje desconocido | Acreditada como Cristine Martel      |
| 1960 | Poker de reinas           | Lisette               |                                      |
| 1960 | Sanremo - La grande sfida | Personaje desconocido |                                      |
| 1961 | Ojos tapatíos             | Marta                 |                                      |
| 1961 | El padre Pistolas         | Ana María             | Acreditada como Christian Martell    |
| 1961 | Juana Gallo               | Ninón                 |                                      |
| 1961 | Leoni al sole             | Personaje desconocido |                                      |
| 1961 | Rosa Blanca               | Georgette             | Acreditada como Christiane Martell   |
| 1962 | Tharus figlio di Attila   | Personaje desconocido | Acreditada como Cristina Martel      |

### Televisión
| Año  | Título      | Papel      | Notas    |
| ---- | ----------- | ---------- | -------- |
| 2017 | Sale el sol | Ella misma | Invitada |